# Theiningsen
Theiningsen – dzielnica (Ortsteil) wiejskiej gminy Möhnesee w powiecie Soest, w kraju związkowym Nadrenia Północna-Westfalia, w rejencji Arnsberg.

## Geografia

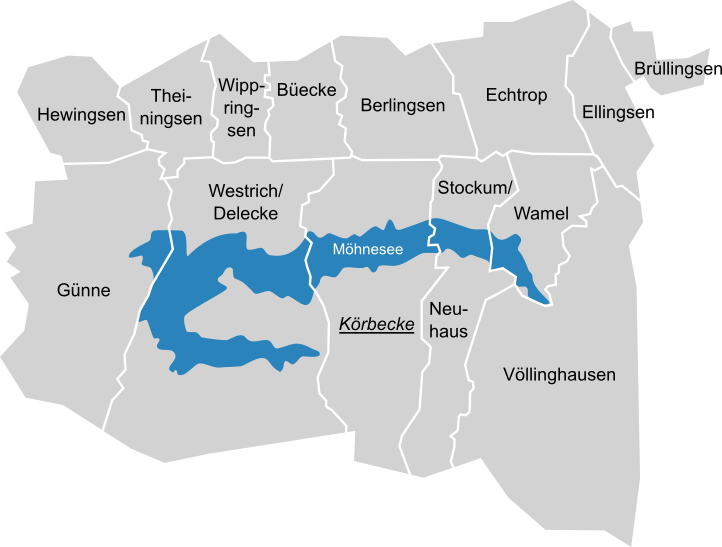
Podział administracyjny Möhnesee

Theiningsen leży w północno-zachodniej części gminy Möhnesee i graniczy z pięcioma innymi dzielnicami: Wippringsen, Westrich/Delecke, Günne i Hewingsen. Na południe od Theiningsen biegnie droga krajowa B516.

## Demografia
W 1871 roku, jeszcze za czasów pruskich, w Theiningsen mieszkało 110 mieszkańców. Czternaście lat później liczba ta spadła do 83. Na początku XX wieku liczba mieszkańców wzrosła do 95 (1910), a w 1939 roku wzrosła do 108. W 2020 roku w Theiningsen mieszkało 98 mieszkańców.
Według spisu ludności z grudnia 2024 roku, w Theiningsen mieszkało 99 mieszkańców, co stanowi 0,81% wszystkich mieszkańców Möhnesee. 53 mieszkańców to mężczyźni, a 46 to kobiety. Dla 93 mieszkańców Theiningsen jest głównym miejscem zamieszkania, a dla sześciu drugim miejscem zamieszkania.

## Historia
Najstarsze udokumentowane wzmianka o Stockum pochodzi z 1283 roku. Za tamtych czasów wieś nazywała się Thyedinchusen.

### Reorganizacja gmin
Według § 1 "Name, Bezeichnung, Gebiet" zawartego w "Hauptsatzung der Gemeinde Möhnesee, Kreis Soest" (Główne statuty gminy Möhnesee, powiat Soest) Theiningsen jest, wraz z czternastoma innymi dzielnicami, od 1 lipca 1969 roku częścią gminy Möhnesee.

## Polityka
Od 25 czerwca 2014 roku burmistrzem (niem. Ortsvorsteher) Theiningsen jest Hubert Betten, która jest członkiem partii CDU/CSU.